# 小叶金露梅
小叶金露梅（学名：Potentilla parvifolia）是一种蔷薇科植物。这种植物分布于中国东北、华北、西北和西藏；此外，蒙古，西伯利亚及中亚也有。